# سوبرمان 2
سوبرمان الثاني (بالإنجليزية: Superman II)‏ هو فيلم 1980 البريطاني-الأمريكي من إخراج ريتشارد ليستر. وهو تتمة لعام 1978 في فيلم سوبرمان: الفيلم والنجوم جين هاكمان، كريستوفر ريف، تيرينس ختم، نيد بيتي، سارة دوغلاس، مارغو كيدر، وجاك أوهالرون. صدر الفيلم في أستراليا وأوروبا القارية في 4 ديسمبر 1980، وغيرها من البلدان في جميع أنحاء 1981.
سوبرمان الثاني هو معروف جيدا لإنتاج المثير للجدل. وكان مدير الأصلي ريتشارد دونر أنجزت، من خلال تقدير له، ما يقرب من 75٪ من الفيلم في عام 1977 قبل نقله خارج المشروع. وقتل العديد من المشاهد للمخرج الثاني ريتشارد ليستر، الذي كان منتج نكروديتيد على الفيلم الأول. ومع ذلك، من أجل الحصول على الائتمان مدير الكامل، وكان ليستر لاطلاق النار ما يصل إلى 51٪ من الفيلم، والذي يتضمن عدة تسلسل تصويره في الأصل من قبل دونر. ووفقا لتصريحات دونر، ما يقرب من 25٪ من قطع المسرحي من سوبرمان الثاني يحتوي على لقطات أطلق النار، بما في ذلك جميع مشاهد جين هاكمان و. في عام 2006، وأطلق سراح إعادة قطع من الفيلم بعنوان سوبرمان الثاني: ريتشارد دونر قص، واستعادة قدر من الحمل دونر الأصلي ممكن بما في ذلك لقطات حذفها من مارلون براندو كما جور إيل.
الفيلم تلقى مراجعات إيجابية من النقاد الفيلم الذي أشاد تأثيرات بصرية والقصة، وكان نجاح شباك التذاكر. بعد ثلاث سنوات من عرض الفيلم، تتمة الثانية، سوبرمان الثالث أطلق سراحه، مع ليستر يعود مديرا.

## وصلات خارجية
- سوبرمان 2 على موقع IMDb (الإنجليزية)
- سوبرمان 2 على موقع ميتاكريتيك (الإنجليزية)
- سوبرمان 2 على موقع روتن توميتوز (الإنجليزية)
- سوبرمان 2 على موقع نتفليكس (الإنجليزية)
- سوبرمان 2 على موقع قاعدة بيانات الأفلام العربية
- سوبرمان 2 على موقع ألو سيني (الفرنسية)
- سوبرمان 2 على موقع Turner Classic Movies (الإنجليزية)
- سوبرمان 2 على موقع أول موفي (الإنجليزية)
- سوبرمان 2 على موقع بوكس أوفيس موجو (الإنجليزية)
- سوبرمان 2 على موقع فيلمافينيتي (الإسبانية)

1. 1 2 3 4  "بوكس أوفيس موجو" (بالإنجليزية). Retrieved 2023-02-14.
2. ↑  "معلومات عن سوبرمان 2 على موقع kinenote.com". kinenote.com. مؤرشف من الأصل في 2016-03-05.
3. ↑  "معلومات عن سوبرمان 2 على موقع collections-search.bfi.org.uk". collections-search.bfi.org.uk. مؤرشف من الأصل في 2019-12-08.
4. ↑  "معلومات عن سوبرمان 2 على موقع filmweb.pl". filmweb.pl. مؤرشف من الأصل في 2007-12-08.